# Jokoh
Jokoh is een bestuurslaag in het regentschap Pagar Alam van de provincie Zuid-Sumatra, Indonesië. Jokoh telt 2530 inwoners (volkstelling 2010).